# Calao longibande
Lophoceros fasciatus
Espèce
Statut de conservation UICN

 LC  : Préoccupation mineure
Le Calao longibande (Lophoceros fasciatus, anciennement Tockus fasciatus) est une espèce d'oiseaux africains de la famille des Bucerotidae.

## Description
Le calao longibande a une tête plutôt uniformément foncée, un bec jaune avec une marque rougeâtre à l’extrémité (sauf chez les juvéniles où il homogènement jaune crème), deux bandes symétriques longitudinales blanches sur la queue et mesure 48-55 cm de long. Le dessous du corps, contrairement au dessus, est relativement clair.

## Taxinomie
À la suite des travaux phylogéniques de Gonzalez et al. (2013), le Congrès ornithologique international (dans sa version 4.4, 2014) déplace cette espèce depuis le genre Tockus.

### Sous-espèces
D'après la classification de référence du Congrès ornithologique international (version 5.1, 2015) :
- Lophoceros fasciatus fasciatus  (Shaw) 1811
- Lophoceros fasciatus semifasciatus  (Hartlaub) 1855

## Répartition
Cet oiseau peuple le bassin du Congo. C'est l'un des calaos les plus communs de la sous-région, présent aussi bien en milieu relativement "sauvage" qu'en présence d'installations humaines.